# Памятник Салтыкову-Щедрину
Памятник Михаилу Евграфовичу Салтыкову-Щедрину — один из памятников Твери; бронзовая скульптура, посвящённая писателю и вице-губернатору Твери Салтыкову-Щедрину.
Памятник был открыт 26 января 1976 года, к 150-летию рождения Салтыкова-Щедрина. Это первый в России памятник Салтыкову-Щедрину. Авторы памятника: скульптор О. К. Комов, архитектор Н. А. Ковальчук.
Расположен на Тверской площади. Памятник представляет собой бронзовую сидящую фигуру писателя высотой 3,2 метра. Она установлена на постаменте высотой 2,8 метра, сделанном из серого полированного графита. На лицевой стороне памятника сделана бронзовая доска с надписью: «Михаил Евграфович Салтыков-Щедрин. 1826—1889».
Вокруг памятника находится сквер. Здесь поставлены небольшие гранитные скамьи и декоративные чугунные светильники.